# Jean Gérardy
Jean Gérardy (Spa, Bèlgica, 7 de desembre de 1877 - ibídem 4 de juliol de 1929) fou un violoncel·lista belga.
Començà els seus estudis sota la direcció de Richard Bellmann, quan encara no contava 8 anys, continuant-los més tard amb Grützmacher. Alumne destacat del Conservatori de Verviers, el 1888 acabà la carrera musical, iniciant la sèrie de gires artístiques per les principals ciutats d'Europa i Amèrica, que li comportaren una sòlida fama. Formant trios o quartets, va actuar amb els més eminents virtuosos (Ysaÿe, Paderewski, Kreisler, Marteau, etc.)